# The Romantic Age (film, 1949)
Pour les articles homonymes, voir The Romantic Age.
Pour plus de détails, voir Fiche technique et Distribution.
The Romantic Age est un film britannique réalisé par Edmond T. Gréville, sorti en 1949.

## Fiche technique
- Titre français : The Romantic Age
- Réalisation : Edmond T. Gréville
- Scénario : Peggy Barwell et Edward Dryhurst d'après le roman Lycée des jeunes filles de Serge Véber
- Photographie : Hone Glendinning
- Musique : Charles Williams
- Montage : Ralph Kemplen
- Pays d'origine : Royaume-Uni
- Format : Noir et blanc - Mono
- Genre : comédie
- Durée : 80 minutes
- Date de sortie : 1949

## Distribution
- Mai Zetterling : Arlette
- Hugh Williams : Arnold Dickson
- Margot Grahame : Helen Dickson
- Petula Clark : Julie Dickson
- Carol Marsh : Patricia
- Raymond Lovell : Hedges
- Paul Dupuis : Henri Sinclair
- Judith Furse : Mlle Adams
- Adrienne Corri : Norah
- Marie Ney : Mlle Hallam